# Gay Liberation Front
Gay Liberation Front (GLF) era il nome usato da diversi gruppi di liberazione omosessuali degli anni settanta del XX secolo. Il primo fu fondato nel 1969 a New York da Craig Rodwell e Brenda Howardnel subito dopo la rivolta di Stonewall, una serie di manifestazioni spontanee violente e scontri con la polizia a seguito di un'incursione delle forze dell'ordine nel locale Stonewall Inn.
Una delle prime azioni del GLF fu l'organizzazione di una marcia contro la persecuzione degli omosessuali, in risposta ai fatti di Stonewall. La lotta politica del GLF è ampia e non riguarda unicamente la discriminazione contro gli omosessuali: l'organizzazione è anticapitalista, antirazzista (sostenne il movimento delle Pantere Nere) e terzomondista. Il GLF vuole rimettere in causa la struttura familiare patriarcale e i ruoli tradizionali dei sessi. Alcuni membri femminili del fronte, come Martha Shelley, Lois Hart e Michela Griffo, formeranno il gruppo Lavender Menace.